# Tschir
Der Tschir (russisch Чир) ist ein 317 km langer rechter Nebenfluss des Don im europäischen Teil Russlands.

## Flusslauf
Der Tschir entspringt auf dem Donrücken im Norden der Oblast Rostow, in einer nur dünnbesiedelten, relativ trockenen Landschaft. Zunächst fließt er von dort in östlicher und südöstlicher Richtung durch den landwirtschaftlich genutzten Norden der Oblast. Kurz nachdem der Fluss Bokowskaja passiert hat, nähert er sich der Grenze der Oblast Wolgograd bis auf wenige hundert Meter. Nach der Einmündung des Kurtlak biegt er in südlichere Richtungen ab und fließt weiterhin auf dem Gebiet der Oblast Rostow.
Rund 10 km westlich von Obliwskaja erreicht der Tschir erneut die Grenze der Oblast Wolgograd. Hier biegt er nach Osten ab und markiert nun für einige Kilometer die Grenze der beiden Oblaste. Westlich von Surowikino biegt die Grenze nach Norden ab, und der Tschir fließt nun auf dem Gebiet der Oblast Wolgograd in vorwiegend östlicher Richtung. 20 km nordwestlich von Nischni Tschir erreicht der Tschir schließlich den zum Zimljansker Stausee aufgestauten Don.

## Hydrologie
Der Tschir wird vorwiegend durch Schneeschmelzwasser gespeist. Im Oberlauf trocknet der Fluss gelegentlich ganz aus. Ende November bis Anfang März friert der Tschir für 100–120 Tage zu, anschließend folgen die Frühjahrshochwasser Ende März bis in den April, welche rund 80 % des Jahresabflusses liefern. Der Mineraliengehalt schwankt zwischen 200–500 mg/l bei hohem Wasserstand und 600–900 mg/l bei winterlichem Niedrigwasser. Der mittlere Schwebstoffgehalt liegt bei 250–500 g/m³.

## Nutzung
Das Wasser des Tschir wird für die Bewässerung in der Landwirtschaft eingesetzt. Der Fluss selbst ist als Ausflugsziel und bei Anglern beliebt.